# Kolubara (rivière)
Pour les articles homonymes, voir Kolubara.
 (juillet 2023).
Si vous disposez d'ouvrages ou d'articles de référence ou si vous connaissez des sites web de qualité traitant du thème abordé ici, merci de compléter l'article en donnant les références utiles à sa vérifiabilité et en les liant à la section « Notes et références ».
La Kolubara (en serbe en écriture cyrillique : Колубара), est une rivière de Serbie. Sa longueur est de 123 km. Elle est l'affluent droit de la Save et, de ce fait, appartient au bassin de drainage de la mer Noire. Son propre bassin de drainage couvre une superficie de 3 639 km2.

## Origine
La Kolubara naît sous le nom d'Obnica dans la région de Podgorina, à l'ouest de la Serbie, sur la montagne de Povlen, au pied du mont Medvednik. Elle coule en direction du nord, en direction du village de Bobova, puis infléchit sa course vers l'ouest. Dans cette partie de son cours, la rivière est également connue sous le nom de Jadar. À Valjevo, elle rencontre la rivière Jablanica, venue du sud, pour former la Kolubara. La rivière Obnica coule sur une longueur de  25 km.
La Jablanica naît, elle aussi, dans la montagne de Povlen, à quelques kilomètres de l'Obnica, au pied du mont Jablanik. Elle contourne le mont Parač, et passe au village de Balinović, avant de rencontrer l'Obnica à Valjevo. La Jablanica a une longueur de 24 km.
À partir de Valjevo, commence la vallée de la Kolubara, longue de 90 km. Elle est divisée en deux parties, la gornja Kolubara (ou Haute Kolubara) et la donja Kolubara (Basse Kolubara), aux alentours d'Obrenovac.

## La Haute Kolubara

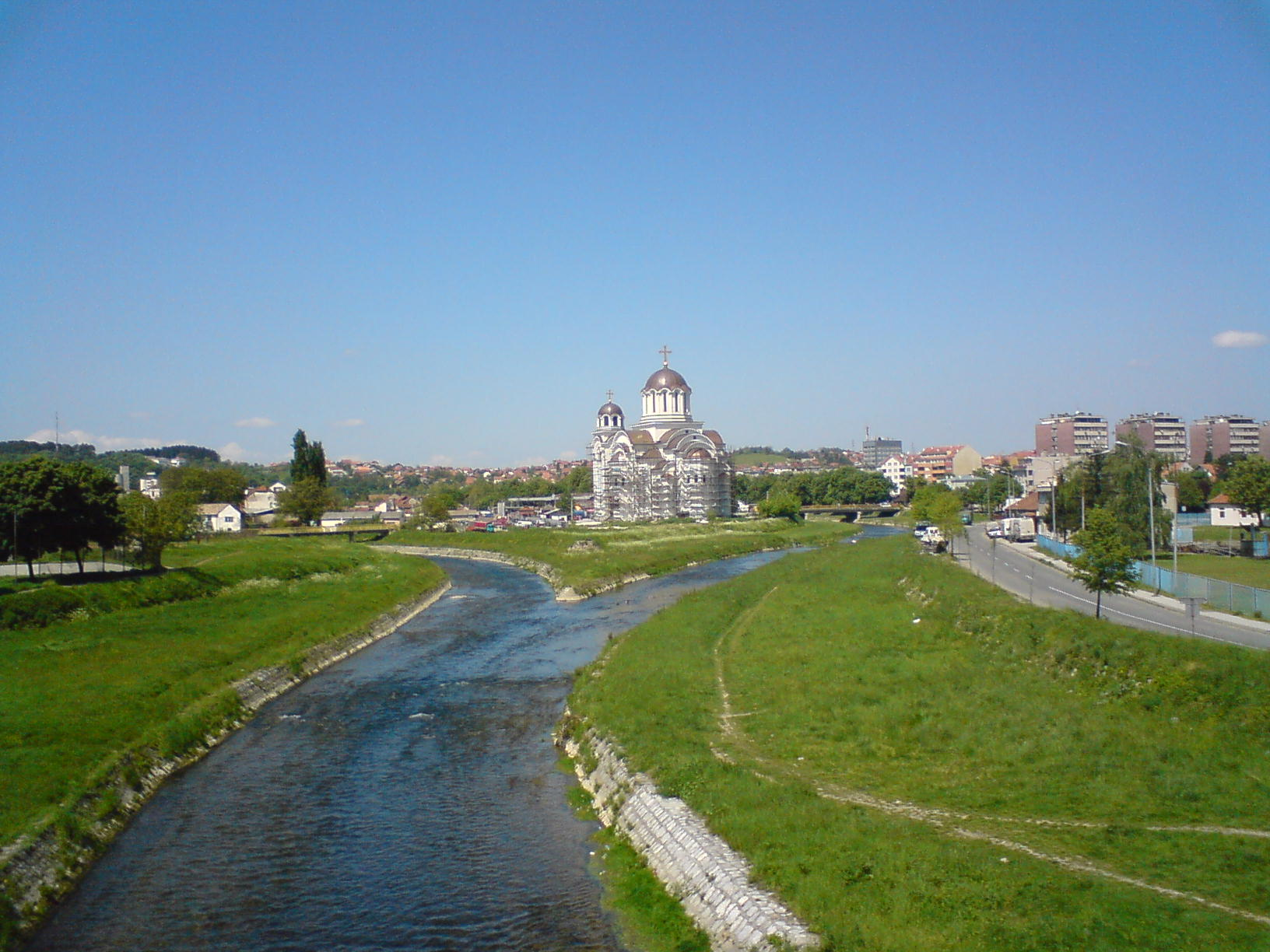
Estuaire des rivières Kolubara et Gradac à Valjevo

À Valjevo, la Kolubara reçoit les eaux de la rivière Gradac et entre alors dans la vallée de Valjevo, située entre les montagnes environnantes. La rivière coule alors en plusieurs cours parallèles. Après Valjevo, elle reçoit divers affluents : sur sa droite, la  Ribnjača et la Lepenica et, sur sa gauche, le Rabas. À Slovac, la Kolubara a creusé la Slovačka sutjeska, qui sépare la Haute Kolubara de la Basse Kolubara. La Haute Kolubara constitue la plus grande partie de l'actuel district de Kolubara.

## La Basse Kolubara
La Kolubara oblique vers le nord et continue de s'écouler en plusieurs cours parallèles. Sur cette partie de son parcours, elle reçoit ses affluents principaux : le Ljig, l'Očaga et le Peštan, sur sa droite,
la Kladnica et la Tamnava, sur sa gauche. En raison de son cours, et même si la vallée est densément peuplée, il n'y a aucune localité sur la rivière elle-même avant qu'elle n'atteigne Obrenovac, quelques kilomètres avant de se jeter dans la Save). Cependant, de nombreuses localités sont situées à proximité de la rivière : Lajkovac, Jabučje, Lazarevac, Šopić, Skobalj, Vreoci, Mali Borak, Veliki Crljeni, Draževac, Mislođin et Barič, localité dans laquelle elle mêle ses eaux à celles de la Save.